# Hermann Hepp
Hermann Hepp (né le 30 novembre 1859 à Seelbach et mort le 13 mars 1919 dans la même ville) est un fermier allemand, homme politique et député du Reichstag.

## Biographie
Hermann Hepp étudie à l'école élémentaire de Seelbach du 6 à 14 ans puis à l'école d'hiver agricole de Weilbourg de 1876 à 1878. Il apprend l'agriculture dans l'entreprise de son père et la reprend de manière indépendante en 1888. Il sert de 1879 à 1882 avec le 9e bataillon de chasseurs à pieds de Lauenbourg et devient sous-officier de réserve. En 1892, il devient maire de Seelbach. Il devient membre du comité d'arrondissement et du conseil d'arrondissement de la Haute-Lahn, chef de deux coopératives agricoles et directeur adjoint de l'association de l'Association des coopératives agricoles de Nassau à Wiesbaden et membre de la Chambre d'agriculture.
Son fils Karl Hepp (de), né le 10 février 1889, lui succède plus tard non seulement à la direction de la ferme agricole et en tant que fonctionnaire agricole dans de nombreuses associations, mais aussi en tant que député du Reichstag.

## Parlementaire
Hermann Hepp représente pour la 4e circonscription du district de Wiesbaden (Haute-Lahn, Basse-Lahn, Limbourg (de) : Diez, Runkel, Weilbourg, Hadamar) durant la 13e législature (1912) pour le Parti national-libéral (NLP).